# Michael R. Barratt
Michael R. Barratt, född 16 april 1959 är en amerikansk astronaut uttagen i astronautgrupp 18 den 27 juli 2000.

## Rymdfärder
- Expedition 19 - 20 (Sojuz TMA-14)
- Discovery - STS-133
- Expedition 70 - 71 (SpaceX Crew-8)